# Aorchis
Aorchis Verm. é um género botânico pertencente à família das orquídeas (Orchidaceae), subfamíla Orchidoideae, tribo Orchideae.
As plantas do gênero são encontradas desde o Himalaya até a China, Japão, Coreia e o extremo Oriente da Rússia.

## Sinonímia
- Galearis Raf.

## Espécies
Apresenta três espécies:
- Aorchis cyclochila (Franch. & Sav.) T.Hashim., Proc. World Orchid Conf. 12: 119 (1987).
- Aorchis roborovskii (Maxim.) Seidenf.
- Aorchis spathulata (Lindl.) Verm., Jahresber. Naturwiss. Vereins Wuppertal 25: 33 (1972).